# Palestra (czasopismo)
Palestra – czasopismo prawnicze założone w kręgu adwokatów lwowskich w 1910 roku. 
Redaktorem pisma był adwokat dr Anzelm Lutwak. Pismo poświęcone było przede wszystkim aktualnym problemom prawnym, a także życiu środowiska prawniczego, w szczególności adwokackiego. Ukazało się tylko siedem numerów „Palestry”, a czasopismo wkrótce potem upadło.
W 1924 r. pismo adwokackie o takiej samej nazwie zaczęła wydawać Rada Adwokacka w Warszawie. Ukazywało się ono do 1939 r. Reaktywowane w 1956 r. ukazuje się do dziś jako „Palestra. Pismo Adwokatury Polskiej”.
W tym samym roku Anzelm Lutwak odtworzył we Lwowie czasopismo, ale pod nazwą „Głos Prawa”. Ukazywało się do 1939 r. Wznowione zostało w 2018 r. jako "Głos Prawa. Przegląd Prawniczy Allerhanda". 
Od 1933 do 1939 r. we Lwowie ukazywało się czasopismo „Nowa Palestra”, jako organ lwowskiego samorządu adwokackiego. 